# Jelgavas lidlauks
Jelgavas lidlauks är en flygplats i Lettland.   Den ligger i kommunen Jelgava, i den centrala delen av landet, 40 km sydväst om huvudstaden Riga. Jelgavas lidlauks ligger 2 meter över havet.
Terrängen runt Jelgavas lidlauks är mycket platt. Runt Jelgavas lidlauks är det tätbefolkat, med 790 invånare per kvadratkilometer. Närmaste större samhälle är Jelgava, 2,6 km sydost om Jelgavas lidlauks. Omgivningarna runt Jelgavas lidlauks är en mosaik av jordbruksmark och naturlig växtlighet.